# Pyrola elliptica
Pyrola elliptica là một loài thực vật có hoa trong họ Thạch nam. Loài này được Nutt. miêu tả khoa học đầu tiên năm 1818.

## Hình ảnh

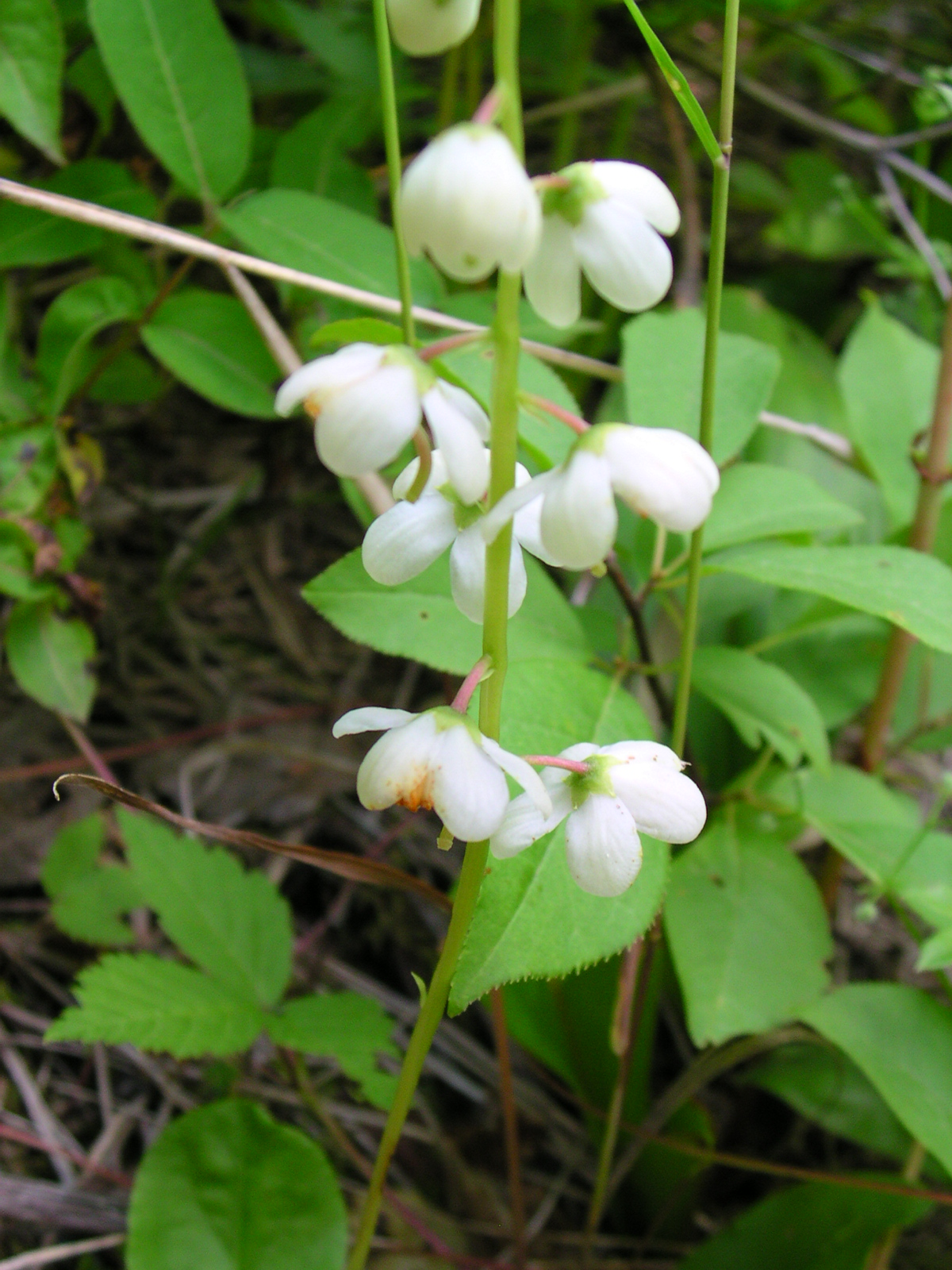
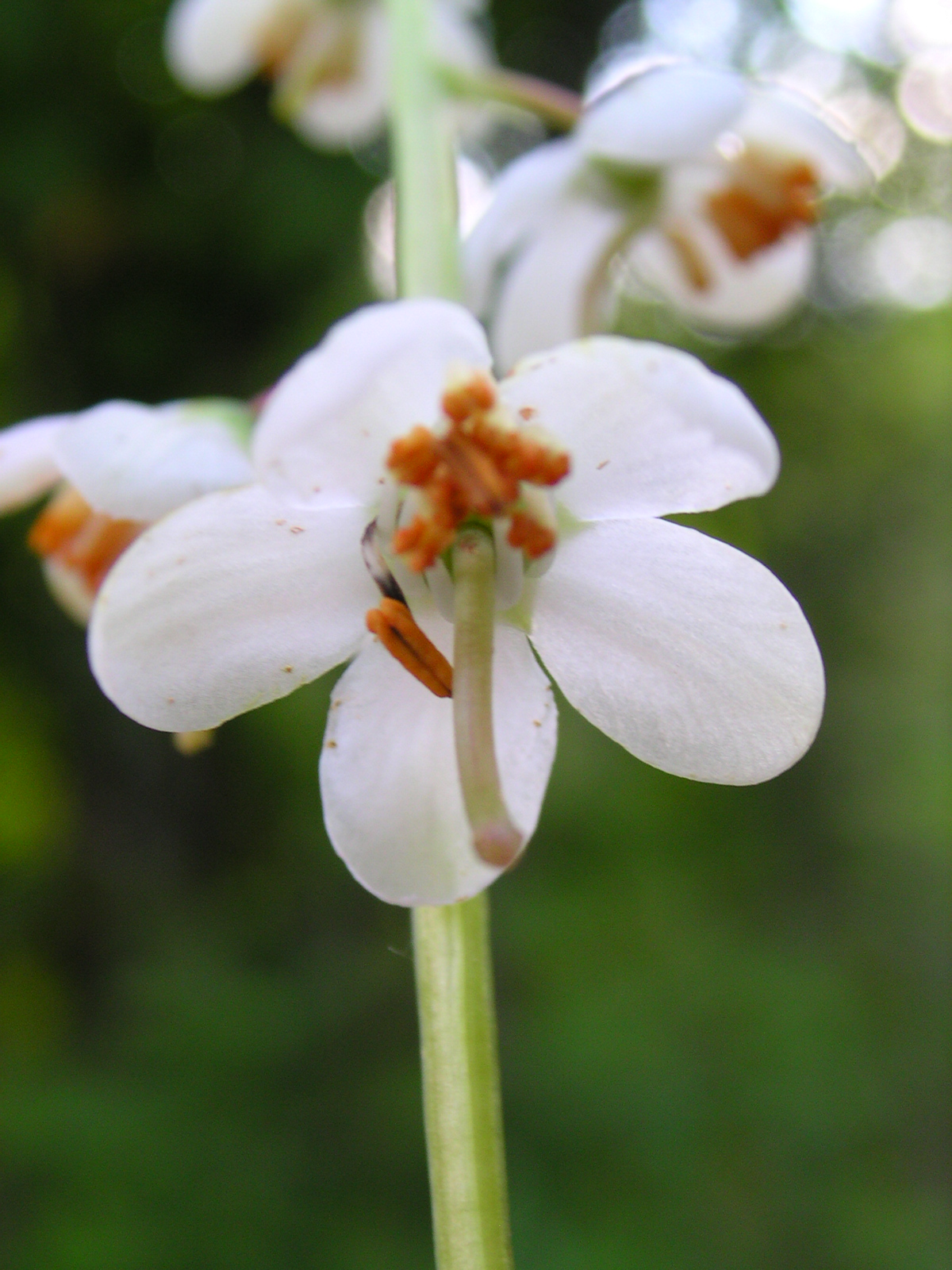
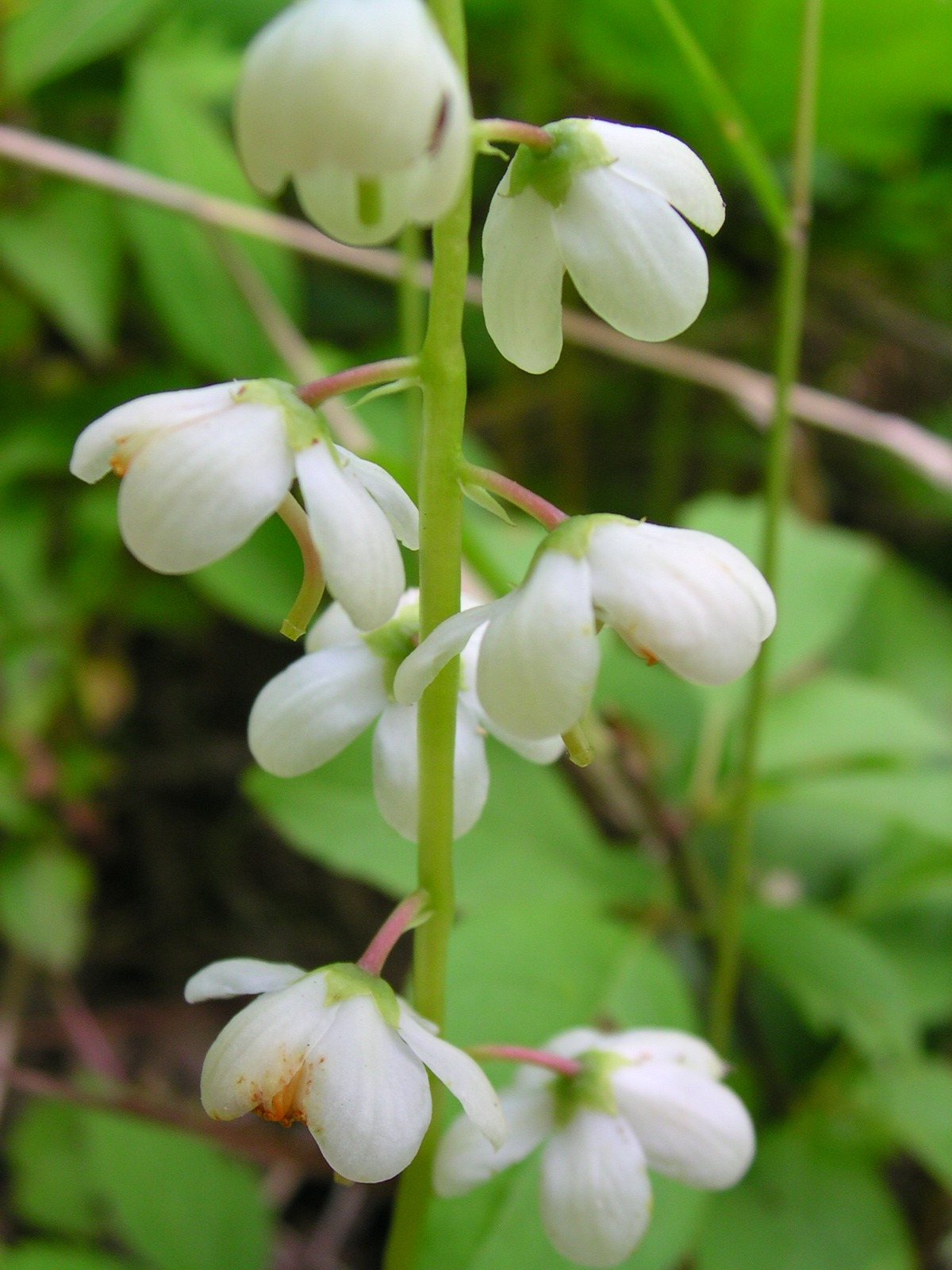
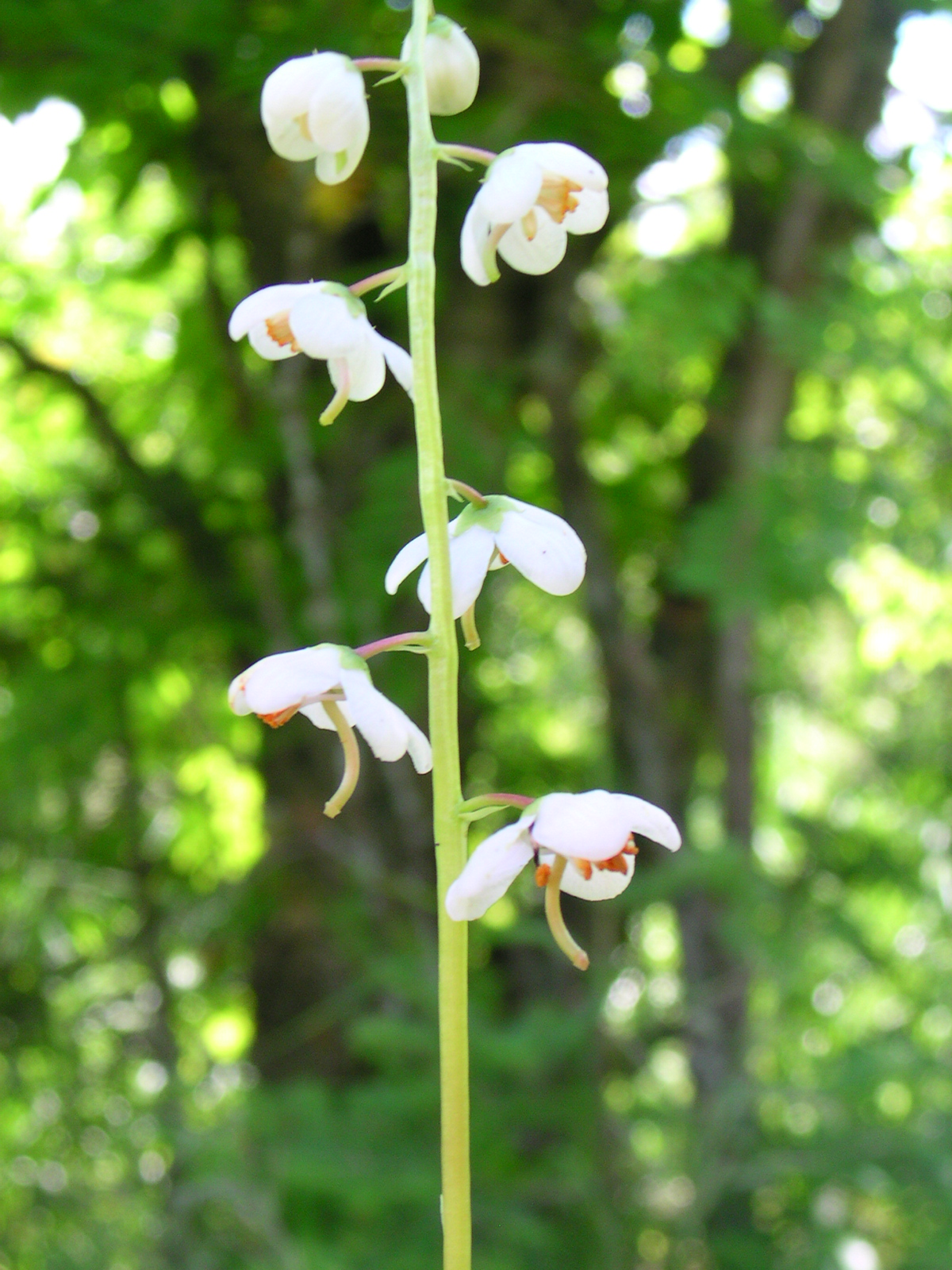